# Casper van Uden
Casper van Uden (Schiedam, 22 luglio 2001) è un ciclista su strada e pistard olandese che corre per il Team Picnic PostNL; è professionista dall'agosto 2022.

## Palmarès

### Strada
- 2018 (Juniores)

Rund um Düren Junior
- 2019 (Juniores)

Kuurne-Brussel-Kuurne Juniors
1ª tappa Ster van Zuid-Limburg (Mopertingen > Mopertingen)
- 2021 (Development Team DSM, tre vittorie)

3ª tappa Wyścig Solidarności i Olimpijczyków (Koluszki > Sieradz)
5ª tappa Wyścig Solidarności i Olimpijczyków (Ostrowiec Świętokrzyski > Stalowa Wola)
Ronde van de Achterhoek
- 2022 (Development Team DSM/Team DSM, quattro vittorie)

2ª tappa Tour de Normandie (Le Neubourg > Forges-les-Eaux)
4ª tappa Tour de Normandie (Gacé > Argentan)
4ª tappa Tour de Bretagne (Saint-Jacut-de-la-Mer > Guillac)
2ª tappa Tour de l'Avenir (Benet > Civray)
- 2024 (Team DSM-Firmenich PostNL, quattro vittorie)

1ª tappa AlUla Tour (Al Manshiya Train Station > Al Manshiya Train Station)
Rund um Köln
2ª tappa Ster ZLM Toer (Middelburg > Wissenkerke)
4ª tappa Ster ZLM Toer (Roosendaal > Roosendaal)
- 2025 (Team Picnic PostNL, una vittoria)

4ª tappa Giro d'Italia (Alberobello > Lecce)

#### Altri successi
- 2019 (Juniores)

Classifica a punti Corsa della Pace Juniores
- 2020 (Development Team Sunweb)

2ª tappa, 2ª semitappa Ronde de l'Isard d'Ariège (Bagnères-de-Luchon > Bagnères-de-Luchon, cronosquadre)
- 2021 (Development Team DSM)

2ª tappa Tour de l'Avenir (Laon > Laon, cronosquadre)
- 2022 (Team DSM)

Prologo Tour de l'Avenir (La Roche-sur-Yon > La Roche-sur-Yon, cronosquadre)
Classifica a punti Tour de l'Avenir
- 2024 (Team DSM-Firmenich PostNL)

Classifica a punti Ster ZLM Toer

### Pista
- 2017

Campionati olandesi, Chilometro a cronometro Junior
- 2018

Campionati olandesi, Omnium Junior
Campionati olandesi, Corsa a punti Junior
Campionati olandesi, Scratch Junior
Campionati olandesi, Americana Junior (con Enzo Leijnse)
- 2019

Campionati europei, Omnium Junior
Campionati olandesi, Inseguimento a squadre (con Enzo Leijnse, Maikel Zijlaard, Vincent Hoppezak e Philip Heijnen)

## Piazzamenti

### Grandi Giri
- Giro d'Italia

2025: 150º

### Classiche monumento
- Parigi-Roubaix

2024:  ritirato 

### Competizioni mondiali
- Campionati del mondo su strada

Innsbruck 2018 - In linea Junior: 34º
Yorkshire 2019 - In linea Junior: ritirato
Fiandre 2021 - In linea Under-23: 46º
Wollongong 2022 - In linea Under-23: 32º
Glasgow 2023 - In linea Under-23: 42º
- Campionati del mondo su pista

Aigle 2018 - Omnium Junior: 13º

### Competizioni europee
- Campionati europei su strada

Alkmaar 2019 - In linea Junior: 8º
Anadia 2022 - In linea Under-23: 21º
- Campionati europei su pista

Gand 2019 - Scratch Junior: 6º
Gand 2019 - Omnium Junior: vincitore
Gand 2019 - Americana Junior: 2º